# Słotwina (Brzesko)
Słotwina – dawna samodzielna wieś, obecnie część miasta Brzeska.

## Historia
W 1933 we wsi miała miejsce demonstracja w której uczestniczyło około 3000 chłopów. W czasie interwencji policji zginęło 3 osoby, a wiele zostało rannych. Do 31 lipca 1934 wieś znajdowała się w granicach gminy Słotwina-Brzezowiec, kiedy to została włączona do gminy Okocim. Z dniem 1 stycznia 1951 została włączona, wraz z całą gromadą Słotwina-Brzezowiec, do miasta Brzeska.

## Obiekty
Na terenie dawnej wsi znajdują się:
- Kościół Matki Bożej Częstochowskiej (Parafia Matki Bożej Częstochowskiej),
- stacja kolejowa Brzesko, na linii kolejowej nr 91 łączącej Kraków Główny z Medyką, historyczne nazwy stacji to: Słotwina, Brzesko-Słotwina, Słotwina Brzesko, Słotwina Brzesko.

## Ludzie urodzeni w Słotwinie
- Wit Sulimirski – inżynier chemik, działacz społeczny i gospodarczy, organizator i dowódca Małopolskiej Straży Obywatelskiej i Ochotniczej Legii Kobiet, honorowy konsul Łotwy
- Adam Wodziczko – biolog, botanik, profesor Uniwersytetu Poznańskiego, inicjator powstania Wielkopolskiego, Wolińskiego i Słowińskiego Parku Narodowego.